# Oficial
Un oficial és aquell membre d'una força armada que dirigeix les operacions militars i l'organització. Inclou els graus de major responsabilitat dins de les forces armades d'un estat, gaudint d'un major poder de decisió que els sotsoficials i la tropa (o marineria). Per norma general els graus d'oficial s'adquireixen en finalitzar els estudis en les respectives escoles d'oficials, o bé en ascendir per mèrit (ja siga en combat o en temps de pau). Els oficials es diferencien entre si pel grau, és a dir, pel rang que ocupen dins l'escalafó jeràrquic. L'oficial rep una formació orientada al comandament; per això té una posició superior en l'escalafó de comandament. Els oficials tenen com a tasca guiar, donar les ordres i instruir al si de l'exèrcit, l'armada o la força aèria.,
El català oficial equival a l'espanyol oficial; al francès officier; a l'italià ufficiale; al portuguès oficial; al romanès ofițer; a l'anglès officer; a l'alemany Offizier; al rus oфицер (ofitsier); etc.
Existeixen tres categories d'oficial:
- oficials generals o, simplement, generals (a l'armada, almiralls);
- oficials superiors o, simplement, caps: usualment constitueixen aquesta categoria (per ordre decreixent de rang) els graus de coronel, tinent coronel i major (o "comandant");
- oficials subalterns, o oficials per antonomàsia: usualment es tracta (per ordre decreixent de rang) dels graus de capità, tinent i sotstinent.

Històricament els oficials constituïen una casta privilegiada, reclutada exclusivament entre les classes altes. La promoció a l'oficialitat començà a obrir-se a les classes populars a partir de la Revolució Francesa, però molt lentament i amb grans diferències d'Estat en Estat; el classisme dels oficials encara era palpable pels volts de 1900.
Anàlogament hi ha oficials als cossos policials.
També existeixen els sotsoficials, que pertanyen a un altre nivell jeràrquic i tenen escalafó jeràrquic propi, diferent del dels oficials, encara que açò no sempre ha estat així, i això està pendent de resolució en els tribunals (?).